# Bryn Mawr (Metro de Chicago)
Bryn Mawr es una estación en la línea Roja del Metro de Chicago. La estación se encuentra localizada en 1119 West Bryn Mawr Avenue en Chicago, Illinois. La estación Bryn Mawr fue inaugurada el 16 de mayo de 1908.  La Autoridad de Tránsito de Chicago es la encargada por el mantenimiento y administración de la estación. La estación se encuentra dentro del Distrito histórico de Bryn Mawr en el barrio de Edgewater en Chicago.

## Descripción
La estación Bryn Mawr cuenta con 1 plataforma central y 4 vías. 

## Conexiones
La estación es abastecida por las siguientes conexiones: 
- Rutas del CTA Buses: #36 Broadway #84 Peterson #136 Sheridan/LaSalle Express